# Kalifornien-Rundfahrt 2016
Die 11. Kalifornien-Rundfahrt 2016 war ein Straßenradrennen in den USA im Bundesstaat Kalifornien. Das Etappenrennen fand vom 15. bis zum 22. Mai 2016 statt und gehörte zur UCI America Tour 2016 und ist dort in der Kategorie 2.HC eingestuft.

## Teilnehmende Mannschaften
| WorldTeams (10)- Tinkoff - Etixx-Quick Step - Sky - Dimension Data - Katusha - BMC Racing Team - Cannondale - Trek-Segafredo - Giant-Alpecin - Lotto NL-Jumbo Professional Continental Teams (3)- Direct Énergie - UnitedHealthcare - Team Novo Nordisk Continental Teams (5)- Wiggins - Axeon-Hagens Berman - Jelly Belly-Maxxis - Holowesko-Citadel-Hincapie Sportswear - Rally Cycling |
| |

## Etappen
| Etappe    | Datum   | Etappenorte                          | type                 | Länge (km) | Etappensieger      | Gesamtführender    |
| --------- | ------- | ------------------------------------ | -------------------- | ---------- | ------------------ | ------------------ |
| 1. Etappe | 15. Mai | San Diego – San Diego                | Hügelige Etappe      | 175        | Peter Sagan        | Peter Sagan        |
| 2. Etappe | 16. Mai | South Pasadena – Santa Clarita       | Mittelschwere Etappe | 148,5      | Ben King           | Ben King           |
| 3. Etappe | 17. Mai | Thousand Oaks – Santa Barbara County | Hochgebirgsetappe    | 167,5      | Julian Alaphilippe | Julian Alaphilippe |
| 4. Etappe | 18. Mai | Morro Bay – Laguna Seca Raceway      | Hügelige Etappe      | 217        | Peter Sagan        | Julian Alaphilippe |
| 5. Etappe | 19. Mai | Lodi – South Lake Tahoe              | Mittelschwere Etappe | 212        | Toms Skujiņš       | Julian Alaphilippe |
| 6. Etappe | 20. Mai | Folsom – Folsom                      | Einzelzeitfahren     | 20,3       | Rohan Dennis       | Julian Alaphilippe |
| 7. Etappe | 21. Mai | Santa Rosa – Santa Rosa              | Hügelige Etappe      | 175,5      | Alexander Kristoff | Julian Alaphilippe |
| 8. Etappe | 22. Mai | Sacramento – Sacramento              | Flachetappe          | 138        | Mark Cavendish     | Julian Alaphilippe |

## Wertungstrikots
| Etappe         | Etappensieger      | Gesamtwertung      | Nachwuchswertung  | Bergwertung  | Punktewertung | Kämpferischster Fahrer | Teamwertung      |
| -------------- | ------------------ | ------------------ | ----------------- | ------------ | ------------- | ---------------------- | ---------------- |
| 1              | Peter Sagan        | Peter Sagan        | Dylan Groenewegen | Oscar Clark  | Peter Sagan   | Jacob Rathe            | UnitedHealthcare |
| 2              | Ben King           | Ben King           | Daniel Eaton      | Evan Huffman | Peter Sagan   | William Barta          | Cannondale       |
| 3              | Julian Alaphilippe | Julian Alaphilippe | Neilson Powless   | Evan Huffman | Peter Sagan   | Gregory Daniel         | BMC Racing Team  |
| 4              | Peter Sagan        | Julian Alaphilippe | Neilson Powless   | Evan Huffman | Peter Sagan   | Mark Cavendish         | BMC Racing Team  |
| 5              | Toms Skujiņš       | Julian Alaphilippe | Neilson Powless   | Evan Huffman | Peter Sagan   | Toms Skujiņš           | BMC Racing Team  |
| 6              | Rohan Dennis       | Julian Alaphilippe | Neilson Powless   | Evan Huffman | Peter Sagan   | nicht vergeben         | BMC Racing Team  |
| 7              | Alexander Kristoff | Julian Alaphilippe | Neilson Powless   | Evan Huffman | Peter Sagan   | Peter Sagan            | BMC Racing Team  |
| 8              | Mark Cavendish     | Julian Alaphilippe | Neilson Powless   | Evan Huffman | Peter Sagan   | Toms Skujiņš           | BMC Racing Team  |
| Wertungssieger | Wertungssieger     | Julian Alaphilippe | Neilson Powless   | Evan Huffman | Peter Sagan   | nicht vergeben         | BMC Racing Team  |